# Quiina grandifolia
Quiina grandifolia là một loài thực vật có hoa trong họ Ochnaceae. Loài này được Mildbr. miêu tả khoa học đầu tiên năm 1931.